# ASV De Flamingo's '64
ASV De Flamingo's 64 (Alkmaarsche Sport Vereniging De Flamingo's 1964) is een amateurvoetbalvereniging uit Alkmaar, Noord-Holland, Nederland, opgericht op 7 april 1964. De thuiswedstrijden worden op Sportcomplex 't Lood gespeeld.

## Standaardelftallen

### Zaterdag
Het standaardelftal in het zaterdagvoetbal speelde laatstelijk in het seizoen 2020/21 in de Vierde klasse van het KNVB-district West-I.
In het seizoen 2017/18 maakte Maurice Gijzen 43 doelpunten voor dit team, hetgeen de aanvaller een eerste plaats opleverde als Topscorer van de Provincie Noord-Holland.

#### Erelijst
kampioen Vierde klasse: 2019

#### Competitieresultaten 1996–2019
| 9 4A |

| 9 3A |

| 8 3A |

| 8 3A |

| 10 3A |

| 6 3A |

| 6 3A |

| 12 3A |

| 6 4A |

| 6 4A |

| 9 4A |

| 4 4A |

| 10 4A |

| 11 4A |

| 3 5A |

| 5 5A |

| 2 5A |

| 9 4A |

| 7 4A |

| 12 4A |

| 7 4A |

| 11 4A |

| 2 4A |

| 1 4A |

| -- 3A |

| -- 4A |

| Derde klasse | Vierde klasse | Vijfde klasse |

### Zondag
Het standaardelftal in het zondagvoetbal speelde laatstelijk in het seizoen 2015/16, waar het uitkwam in de Vijfde klasse van het district West-I. In februari 2016 werd dit team uit de competitie gezet door de KNVB. De reden hiervoor was dat het team voor de tweede keer op rij niet was komen opdagen.

#### Erelijst
kampioen Derde klasse: 2007

#### Competitieresultaten 1972–2016
| 2 2A |

| 4 2B |

| 10 2B |

| 8 2A |

|  |

|  |

|  |

|  |

|  |

|  |

|  |

|  |

|  |

| 8 1B |

| 8 1B |

|  |

|  |

|  |

|  |

|  |

| 6 4B |

| 7 4B |

| 2 4B |

| 11 3A |

| 7 4B |

| 5 4B |

| 12 4A |

|  |

| 7 4A |

| 6 4A |

| 2 4A |

| 2 4A |

| 4 3A |

| 10 3A |

| 3 3A |

| 1 3A |

| 9 2A |

| 4 2A |

| 6 2A |

| 5 2A |

| 14 2A |

| 13 3B |

| 8 4C |

| 14 4C |

| xx 5A |

| Tweede klasse | Derde klasse | Vierde klasse | Vijfde klasse | Eerste klasse NHVB | Tweede klasse NHVB |

AFC '34 · Alcmaria Victrix · VV Alkmaar · VV Alkmaarsche Boys · AZ · ASV De Flamingo's '64 · SV Graftdijk · CSV Jong Holland · GSV · SV Koedijk · VV Kolping Boys · SV Sporting S · SSV · SV De Rijp

Voormalig: Alkmaar '54 · DFS Alkmaar · ASV Go Ahead'18 · FC Huiswaard